# ويليام غوردون ماثيوز
ويليام غوردون ماثيوز (بالإنجليزية: William Gordon Mathews) هو محامي أمريكي، ولد في 26 فبراير 1877، وتوفي في 1923.